# Yakky Doodle
Yakki Kwaki / Yakky Doodle – serial animowany wyprodukowany w 1961 roku przez studio Hanna-Barbera. 
W Polsce serial był emitowany w latach 70. w programie Zwierzyniec, gdzie emitowany był pod tytułem "Yakki Kwaki",

## Fabuła
Tytułowy Yakky Doodle to żółty kaczorek, który przeżywa różne niesamowite przygody. Drugą główną postacią serialu jest wielki pies Chopper, którego kaczorek kiedyś uratował przed rakarzem, odnajdując zagubiony medalik rejestracyjny (dowód, że Chopper nie jest psem bezpańskim). Od tego czasu Chopper darzy Yakkiego wielką przyjaźnią i zawsze broni go przed niebezpieczeństwem.

## Lista odcinków
1.Koniec szczęścia kaczki
2.Skacz, kaczko i słuchaj
3.Strach przed psami
4.Lisia kaczka
5.Kacze szyny
6.Koniec gwizdów
7.Kacza muzyka
8.Szkoła jest do niczego
9.O kaczko domowa
10.To kacze życie
11.Szczęśliwych narodzin ślepego
12.Wściekły koń
13.Ha Szu dla ciebie
14.Pełnomocny lis
15.Licz na lokatora
16.Skurczyć migrenę
17.Główny duch
18.Tuptający łobuz
19.Wszystkie studnie jedzące studnie
20.Lisi koledzy
21.Szalone zamieszanie
22.Awantura na plaży
23.Sezon na kaczki
24.Pochopny smak
25.Zero domowych kaczek
26.Ucieranie psów
27.Wiedźma kacz- kawalerka
28.Bieg pełen mąki 
29.Czarny charakter kumplem
30.Judo eks- ekspert